# Diprioninae
Diprioninae is een onderfamilie uit de orde van de vliesvleugeligen (Hymenoptera) en uit de familie van de dennenbladwespen (Diprionidae). Er komen wereldwijd 121 soorten voor in 8 geslachten.

## Geslachten
- Diprion
- Gilpinia
- Macrodiprion
- Neodiprion
- Nesodiprion
- Prionomeion
- Zadiprion